# Тома Сетомски
Тома (Томе, Темо) Сетомски е български революционер, войвода на Охрана в Костурско по време на Втората световна война.

## Биография
Тома Сетомски е роден в костурското село Сетома, тогава в Османската империя. През 1942 година оглавява местната чета на Охрана. На 4 март 1944 година застрелва комунистическия партизанин Васил Алексовски, заради това, че преди години Алексовски е стрелял по него. Томе Сетомски заминава с германските части, оттеглящи се от Костур, но е заловен от партизани и разстрелян в края на 1944 година.